# Kazuki Nakashima
Pour les articles homonymes, voir Nakashima.
Kazuki Nakashima (中島かずき, Nakashima Kazuki, né le 19 août 1959) est un dramaturge, romancier et scénariste japonais d'anime. Il a écrit des scénarios pour Re: Cutie Honey, Gurren Lagann et Oh! Edo Rocket (en). Il est également responsable de la composition de la série de Gurren Lagann et a écrit la pièce qui a servi de base pour l'anime Oh! Edo Rocket. Il était scénariste principal de la série Kamen Rider Fourze.
Depuis 2013 il travaille avec le studio TRIGGER pour un nouvel anime, nommé Kill la Kill! (キルラキル, Kiru ra Kiru),qui est diffusé en simulcast par Wakanim depuis le 3 octobre 2013.

## Source de la traduction
- (en) Cet article est partiellement ou en totalité issu de l’article de Wikipédia en anglais intitulé « Kazuki Nakashima » (voir la liste des auteurs).